# Acondicionador autónomo
Un acondicionador autónomo o climatizador autónomo (también conocido coloquialmente cómo aire acondicionado) es un aparato que tiene todos los mecanismos y dispositivos necesarios para producir y distribuir energía térmica que se utiliza para refrigerar, y a veces calefactar, un espacio habitable.
Está formado por los siguientes dispositivos:
- Sistema de enfriamiento de aire, que a su vez consta de:
  - Compresor
  - Condensador
  - Válvula de expansión
  - Evaporador

El condensador y el evaporador son a su vez intercambiadores, o baterías, de tubos y aletas.
- Dos ventiladores, uno para el condensador y otro para el evaporador, que pueden tener un solo motor o dos.
- Filtros de aire.
- Bandeja de recogida de condensados.
- Carcasa o envoltura, con las correspondientes rejillas para recircular el aire exterior y para recircular el aire interior.
- Sistemas de regulación.

Esquema de un acondicionador de ventana.

Algunos aparatos disponen también de resistencias eléctricas para dar calefacción en ciertos casos, aunque no es un sistema económico. Otros tienen la posibilidad de funcionar con ciclo reversible, de modo que en invierno funcionarían como bomba de calor.

## Tipos
Existen dos tipos fundamentales: 

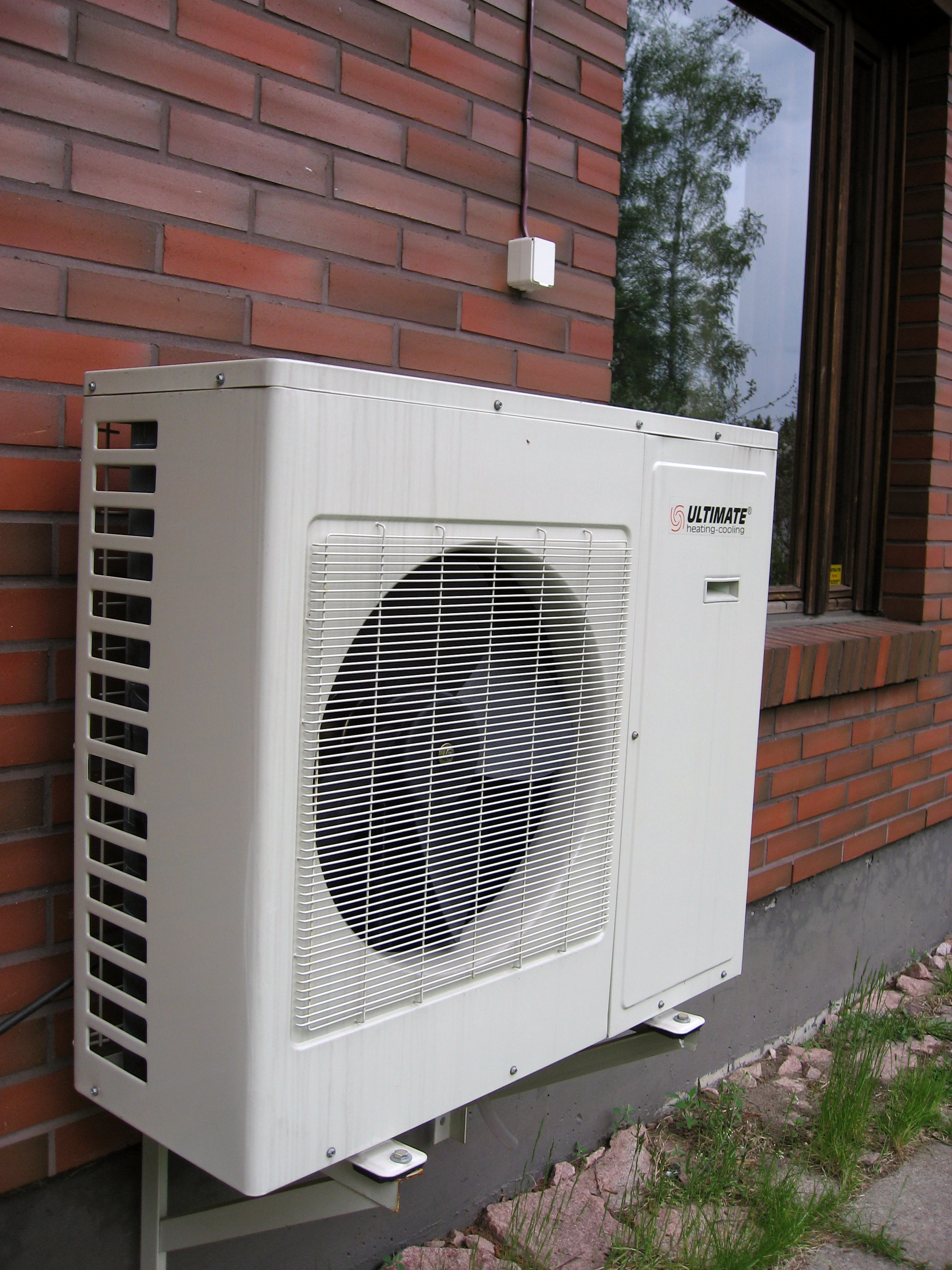
Exterior de un acondicionador autónomo (unidad dividida o tipo «split»)

- Acondicionador de ventana: Es un aparato que en un solo cuerpo contiene todos los dispositivos. Debe el nombre a que su instalación requiere que esté en contacto con el interior del local y con el exterior, para disipar el calor extraído del local, de modo que desde su invención se situaron en las ventanas, como elemento constructivo más sencillo de perforar que los muros.
- Acondicionador partido (split). Muy semejante al anterior, se diferencia en que los dispositivos están repartidos en dos cuerpos: uno, que alberga el evaporador y un ventilador (y rara vez, un filtro), que se sitúa en el local a climatizar y otro que contiene compresor, condensador y válvula de expansión, que se sitúa en el ambiente exterior. Los dos cuerpos están unidos por dos tuberías, a menudo flexibles, aisladas que llevan el fluido refrigerante de uno a otro.

De este tipo, existe una variante (multi-split) en el que un solo aparato exterior produce refrigeración para varios evaporadores interiores, cada uno en un local y con su correspondiente regulación. En este caso, lo normal es que las tuberías que unen los evaporadores con el condensador sean de cobre.
También se llaman así a veces a los climatizadores que contienen el sistema de producción de frío y una unidad de tratamiento del aire para distribuir después por un sistema de conductos a los locales a climatizar, pero éstos, en realidad, constituyen un sistema de climatización mucho más completo y amplio.

## Funcionamiento y control
1. Aunque es un ciclo continuo, se puede empezar por el momento en que se comprime un fluido refrigerante con un compresor. Según la Ley de Gay-Lussac la presión es proporcional a la temperatura absoluta, luego cuando se comprime un gas aumenta su temperatura.
2. Ese fluido caliente se hace pasar por un intercambiador, llamado condensador, que consiste en un intercambiador de tubos y aletas, con un ventilador que hace pasar el aire exterior; en él, el fluido cede calor al exterior y al enfriarse, se condensa parcialmente, pasando del estado gaseoso a estado líquido.
3. A continuación se hace pasar el fluido, todavía a presión, por una válvula de expansión (que consiste en un dispositivo con una gran pérdida de carga) en el que el fluido pierde presión (carga) bruscamente y por lo tanto se enfría también bruscamente.
4. Finalmente pasa por otro intercambiador, situado en el local a enfriar, llamado evaporador en el que absorbe calor de nuevo, para volver a reiniciar el ciclo en el compresor.

La regulación de la potencia se hace mediante un termostato, situado en la entrada del aire al evaporador, que para y pone en marcha el compresor. También se puede variar la velocidad del ventilador para conseguir que se llegue a la temperatura de consigna más rápidamente. A cambio, hace más ruido.
La importancia del filtro es grande y, sobre todo, hay que mantenerlo limpio, pues el polvillo suspendido en el aire ambiente puede ensuciar muy deprisa el intercambiador, dificultando la cesión de calor.